# Людвиг III (великий герцог Гессенский)
Лю́двиг III Ге́ссенский (нем. Ludwig III von Hessen und bei Rhein; 9 июня 1806, Дармштадт — 13 июня 1877, Зехайм-Югенхайм) — великий герцог Гессенский и Прирейнский в 1848—1877 годах.

## Биография
Был старшим сыном Людвига II Гессенского и Вильгельмины Баденской.
С началом революции 1848 года сделался 5 марта 1848 года соправителем своего отца. Поначалу обнаруживал либеральные наклонности, но потом круто поворотил на сторону реакции.
7 (19) сентября 1835 года был награждён орденом Св. Андрея Первозванного.

## Семья
В 1833 году он женился на Матильде Баварской (1813—1862), дочери Людвига I Баварского. Овдовев, Людвиг в 1868 году женился морганатически на графине Мадлен де Гольштадтен (1846—1917).
Герцог умер бездетным. Титул унаследовал его племянник Людвиг IV.

## Награды
Российские
- Орден Св. апостола Андрея Первозванного  (07.09.1835)
- Орден Св. Александра Невского (07.09.1835)
- Орден Белого Орла (07.09.1835)
- Орден Св. Анны 1 ст. (07.09.1835)